# Richard Bergeron (théologien)
Pour les articles homonymes, voir Richard Bergeron et Bergeron.
Richard Bergeron (1933-2014), professeur émérite de théologie à l'université de Montréal ; il fut président du conseil d'administration du Centre d'information sur les nouvelles religions (CINR).

## Publications
- Le couple comme nouveau lieu spirituel, Montréal, éditions Novalis, 2012
- Et pourquoi pas Jésus ?, Montréal, Novalis, 2009
- La vie à tout prix ! En quête d'un art de vivre intégral, Montréal, Médiaspaul, 2006
- Richard Bergeron, Nicole Bouchard, Jean-Claude Breton (dir.), Prier Dieu dans un monde sans Dieu, Montréal, Médiaspaul, 2006
- Richard Bergeron, Guy Lapointe, Jean-Claude Petit (dir.), Itinérances spirituelles : ils racontent ce qui leur est arrivé en chemin, Montréal, Médiaspaul, 2002.
- Renaître à la spiritualité, Montréal, Fides, 2002, 281 p
- Les Pros de Dieu. Le prêtre, le théologien, le religieux, Montréal, Médiaspaul, 2000 215 p.
- Bertrand Ouellet et Richard Bergeron (dir.), Croyances et sociétés : communications présentées au dixième colloque international sur les nouveaux mouvements religieux. Montréal, août 1996, Saint-Laurent, Quebec, Fides, 1998.
- « Les nouvelles religions : un défi socio-ecclésial » in Prêtre et Pasteur, vol. 92, n°4, avril 1989, p. 208.
- Le cortège des fous de Dieu : un chrétien scrute les nouvelles religions, Montréal, éditions Paulines, 1982.
- Les fondamentalistes et la Bible : quand la lettre se fait prison, collection « Rencontres d'aujourd'hui », Fides, 1987.
- Les abus de l’Église d’après Newman, Bellarmin, 1971.